# SS Friedrich der Grosse
Pour les autres navires du même nom, voir SS City of Honolulu.
 (25 avril 2021).
Le contenu est difficilement compréhensible vu les erreurs de traduction, qui sont peut-être dues à l'utilisation d'un logiciel de traduction automatique.
Le SS Friedrich der Grosse (ou Friedrich der Große) était un paquebot Norddeutscher Lloyd construit en 1896 qui a navigué sur les routes de l'Atlantique en provenance d'Allemagne et parfois de l'Italie vers les États-Unis et sur la course vers l'Australie. Au début de la Première Guerre mondiale, le navire a été consigné par les États-Unis et, lorsque ce pays est entré dans le conflit en 1917, a été saisi et converti en transport de troupes, devenant l' USS Huron (ID-1408).
Initialement commandé sous le nom de USS Fredrick Der Grosse, le navire a été renommé Huron - comme le lac Huron, lac central des Grands Lacs - alors qu'il subissait des réparations et une conversion dans un chantier naval américain. Le navire a transporté près de 21 000 hommes en France pendant les hostilités et a en fait rentrer plus de 22 000 en bonne santé et blessés après l' armistice.
Après sa mise hors service par la marine américaine, le navire a été remis au United States Shipping Board et a ensuite été transféré à la United States Mail Steamship Company, pour laquelle il a navigué dans l'Atlantique sous le nom de SS Huron . En mai 1922, le navire fut attribué à la Los Angeles Steamship Co. et rebaptisé SS City of Honolulu . Le navire a pris feu le 12 octobre 1922 lors de son voyage inaugural et a coulé sans perte de vie.

## Histoire

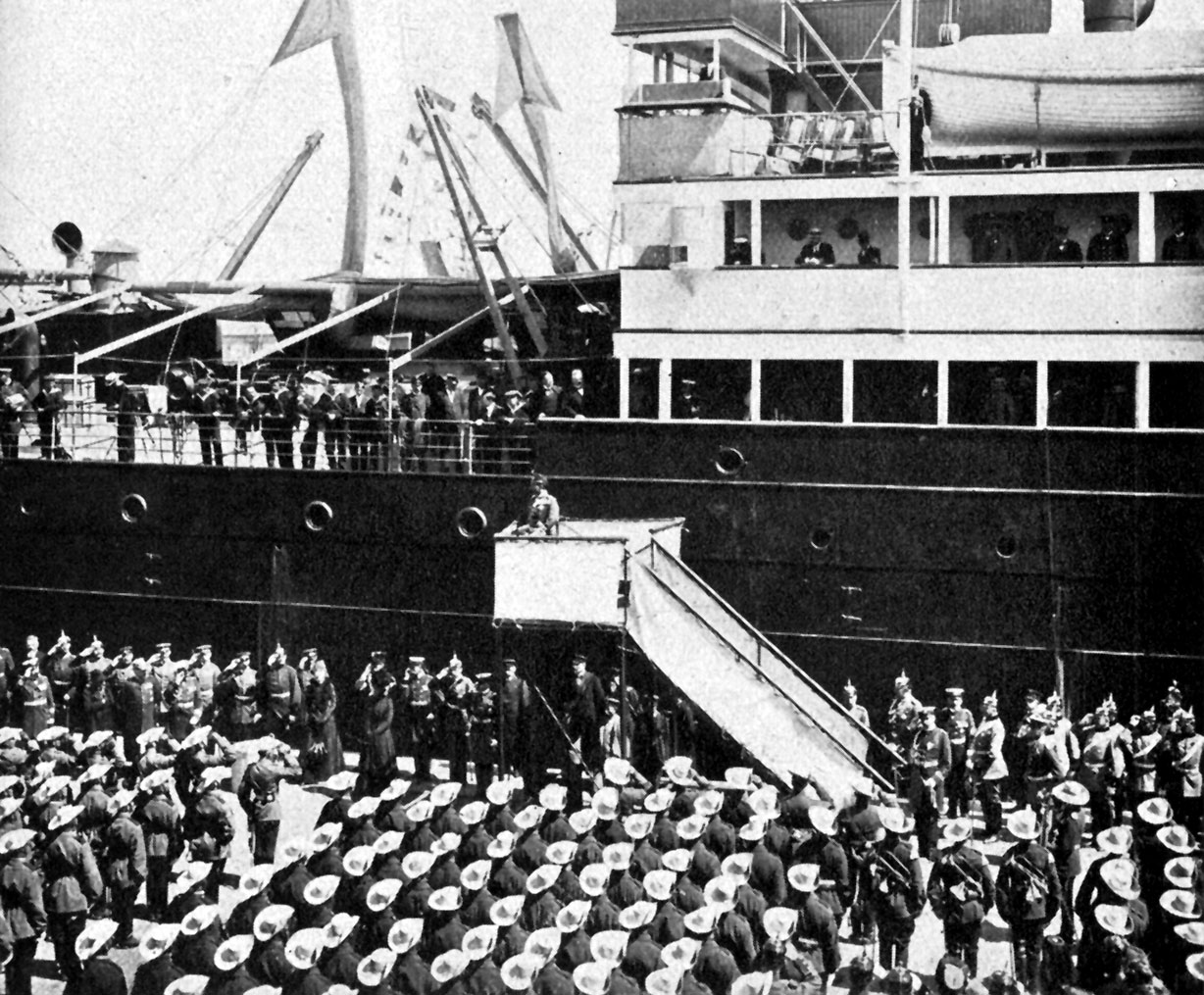
Le Kaiser Guillaume II d'Allemagne s'adresse aux troupes le 27 juillet 1900 devant le SS Friedrich der Grosse avant leur départ pour la Chine pour aider à mettre fin à la rébellion des Boxers

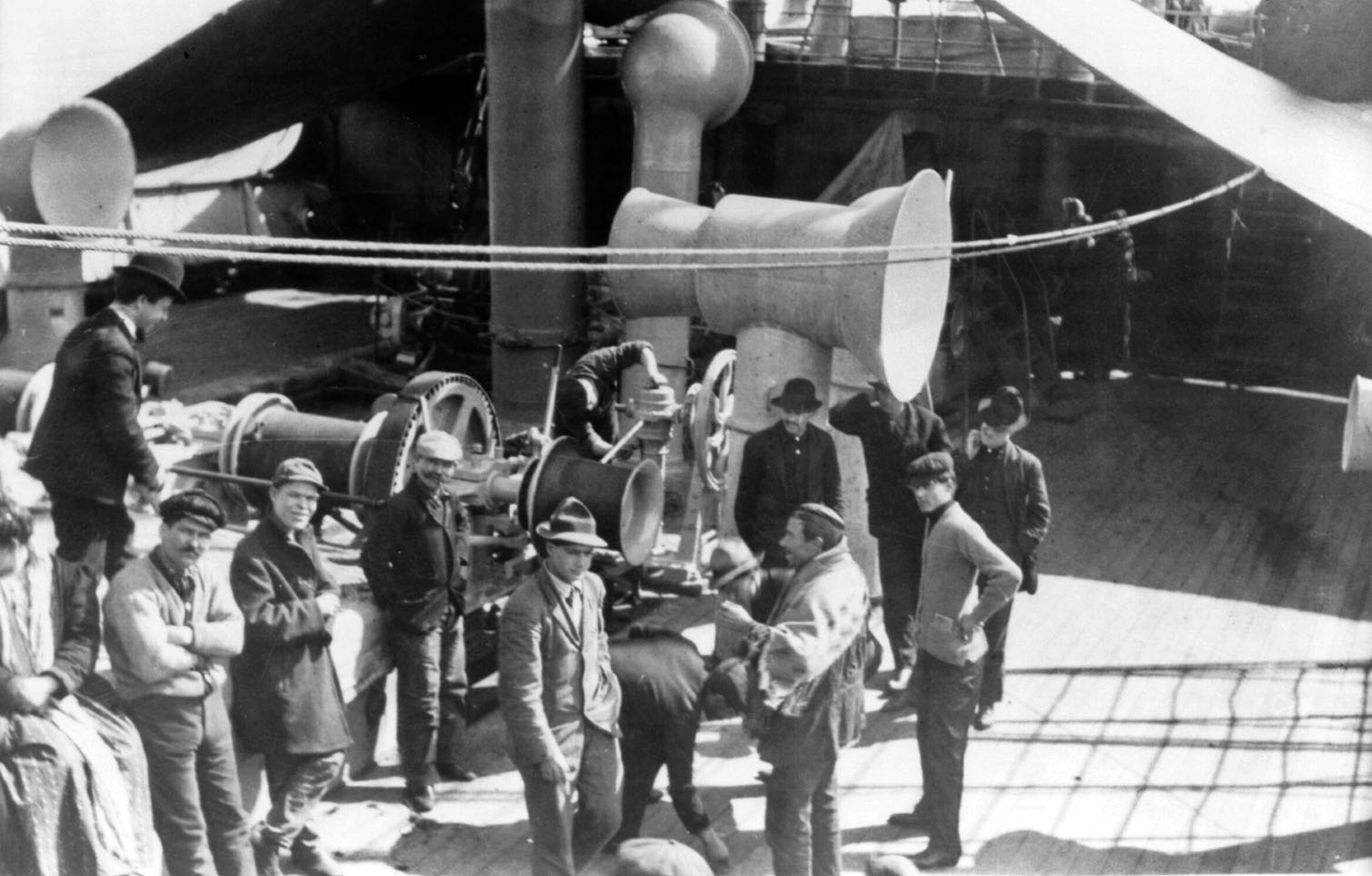
Passagers d'entrepont à bord du SS Friedrich der Grosse, probablement à New York, v. 1907–1914

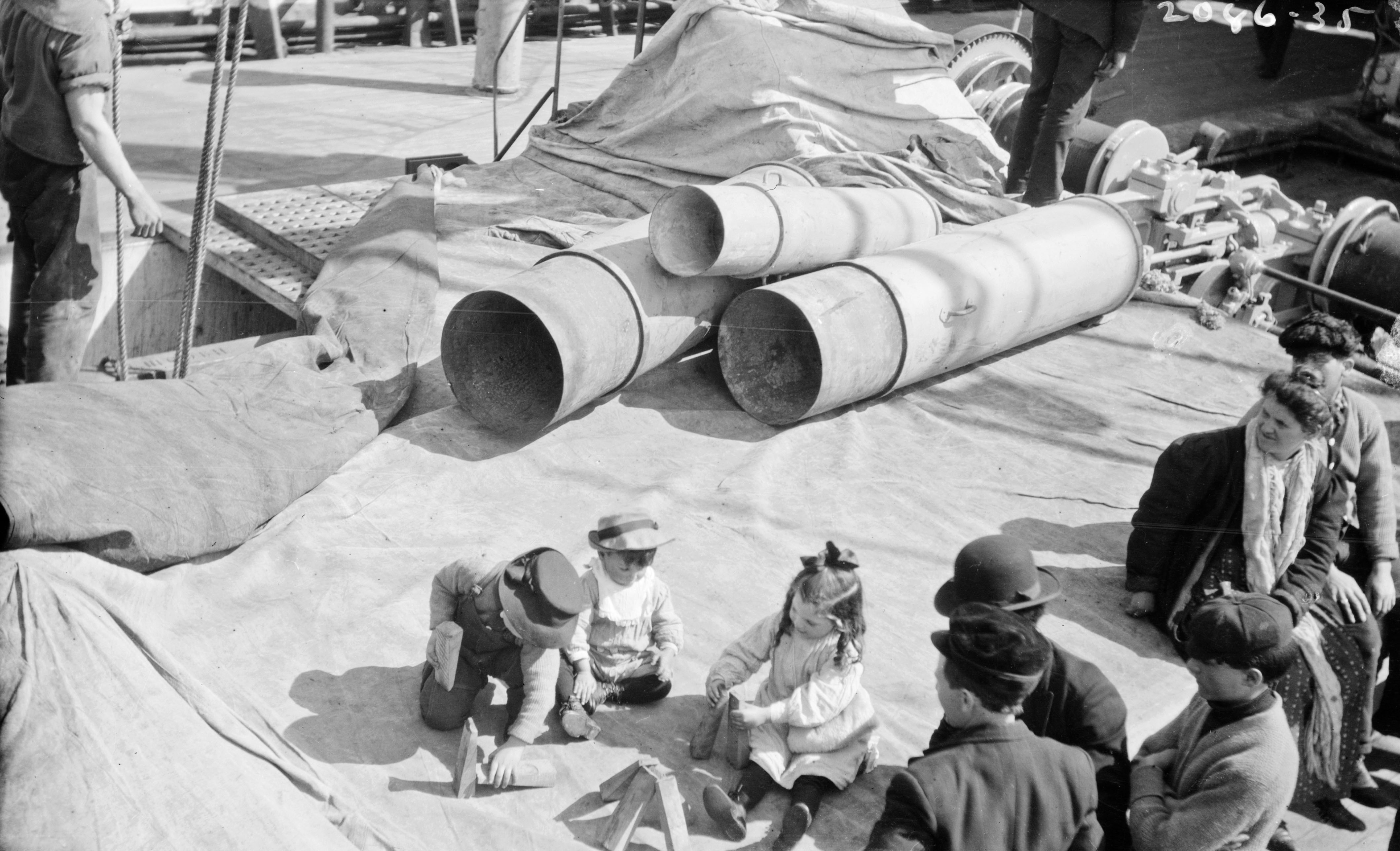
Des enfants jouant à bord du Friedrich der Grosse, probablement pris à New York, v. 1907–1914

### SSFriedrich der Grosse
Le SS Friedrich der Grosse (ou Friedrich der Große ) a été construit en 1896 par la Vulcan Shipbuilding Corp. de Stettin, en Allemagne, et a navigué sur l'Atlantique pour la North German Lloyd jusqu'à son internement dans le port de New York en 1914.
Le 27 juillet 1900, le pont de Friedrich der Grosse fut le site du célèbre discours « Schrecklichkeit » du Kaiser Wilhelm II dans lequel il compara les militaires de l’Empire allemand aux Huns.
En mai 1907, le Friedrich der Grosse amène aux États-Unis le jeune ingénieur minier allemand Max Kämper qui réalisera un levé et la première carte précise du grand réseau souterrain de Mammoth Cave.

### Transport de l'US Navy
Le gouvernement des États-Unis a interné des navires allemands et austro-hongrois partout où ils avaient mis au port, et a saisi le Friedrich der Grosse, le laissant ancré dans le port de New York, mais toujours sous la propriété allemande.
Pendant ce temps, en 1915, l'espion allemand Franz von Rintelen a utilisé le navire interné comme laboratoire de fabrication de bombes en mer pour fabriquer les bombes crayon nouvellement inventées qui ont été utilisées pour détruire les cargaisons de 36 navires.
Plus tard, à l'entrée des États-Unis dans les hostilités du côté des puissances alliées et associées - le 6 avril 1917 - le navire fut définitivement saisi et affecté au United States Shipping Board (USSB). Les agents des douanes américaines sont montés à bord du Friedrich der Grosse dans le port de New York, ainsi que 30 autres navires allemands et austro-hongrois, et ont envoyé leurs équipages dans un camp d'internement sur Ellis Island. Cependant, avant que ces marins ne quittent leurs navires, ils ont exécuté un programme de destruction systématique calculé pour prendre le plus de temps possible à réparer.
Friederich der Grosse a été emmené à Robbins Drydock Co. à Brooklyn pour des réparations. L'USSB a ensuite remis le navire à l'US Navy, et il a été mis en service au New York Navy Yard le 25 juillet 1917 sous le nom de Fredrick Der Grosse . Le navire,commandé par le commandant SHR Doyle, a été rebaptisé Huron le 1er septembre 1917 comme le lac central des Grands Lacs .
Le Huron a servi comme un transporteur de troupes pendant les années restantes de la guerre. Au début d'un voyage en France. Huron, en convoi, a quitté Hoboken le 23 avril 1918. Deux jours plus tard, une victime d'un appareil à gouverner dans le transport Siboney a forcé ce navire à quitter la place qui lui avait été assignée dans la formation. Pour éviter une collision avec Siboney, le transport Aeolus a radicalement changé de cap et, ce faisant, a frappé Huron vers 21 heures le 25 avril. Heureusement, aucune vie n'a été perdue; mais les deux transports ont été endommagés, ce qui a nécessité leur retour.
Si la signature de l'armistice du 11 novembre 1918 a marqué la fin des hostilités, elle ne signifiait que le début de la tâche de retour des troupes américaines de «là-bas». Pendant la guerre, le Huron avait transporté 20 871 hommes sur le front européen au cours de ses huit voyages. Dans les mois d'après-guerre, le Huron a effectué sept autres voyages de retour, ramenant 20 582 anciens combattants en bonne santé et 1 546 blessés et malades. Le Huron a atteint New York le 23 août et a été désarmé le 2 septembre pour retourner à l'USSB.

### Service d'après-guerre

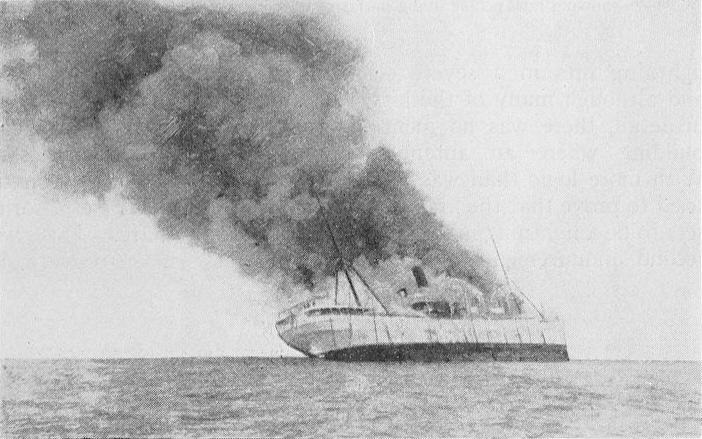
Le City of Honolulu en feu en octobre 1922. Tous les passagers et l'équipage ont été sauvés

Le Huron a exploité les routes de l'Atlantique sud-américain pour la United States Mail Steamship Company de 1920 à 1922.  Renommé City of Honolulu en mai 1922, il fut confié à la Los Angeles Steamship Co. pour le service de passagers de Los Angeles à Honolulu.
Après son départ pour son voyage inaugural, le navire a pris feu vers 5 h 30 le 12 octobre 1922 à la position 31°07′N 131°40′W / 31.117°N 131.667°W, à 670 milles (1 078,26 km) de Los Angeles. Le capitaine a ordonné à tout le monde de se rendre sur les canots de sauvetage après qu'il est devenu évident que l'incendie ne pouvait être maîtrisé. Aucun des passagers ou de l'équipage n'a été tué ou gravement blessé pendant les tentatives de lutte contre l'incendie ou lors de l'évacuation ordonnée du paquebot. Les passagers ont été secourus par le cargo West Faralon, le premier navire sur les lieux, mais transférés au navire de transport Thomas de l'armée américaine pour le retour à Los Angeles.
Le Shawnee, un cotre de l'United States Coast Guard et un remorqueur Tamaroa ont été envoyés soit pour remorquer ou couler la carcasse du City of Honolulu. Lorsque le remorquage s'est avéré impossible, le Shawnee a tiré 25 coups sur le navire en détresse et l'a coulé le 17 octobre 1922 à la position 32°30′N 129°45′W / 32.500°N 129.750°W, à 185 milles (297,73 km) du lieu de son incendie.